# Hurikán Ismael
Hurricane Ismael vznikl 12. září 1995, 14. září se dostal na pobřeží Mexika a způsobil sesuv ve státě Sinaloa. Poté se rychle oslabil a rozptýlil se 16. září nad severozápadním Mexikem.
Když byl nad oceánem, vytvářel až 9 m (30 stop) vysoké vlny. Hurikán poškodil 52 lodí a zabil 57 rybářů. Na souši Izmael zabil 59 lidí a 30 000 lidí připravil o střechu nad hlavou. V Novém Mexiku v USA se projevil především silnými dešti. Byl to nejvražednější hurikán v sezoně 1995.

## Historie

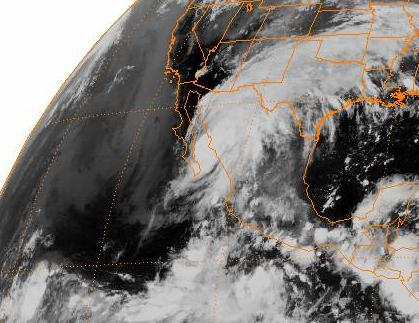
Hurikán Ismael blízko sesuvu, který způsobil ve státě Sinaloa

Vichřice, ze které se později stal hurikán Ismael vznikla na jihu Guatemaly 9. září 1995. Ráno 13. září se z ní stala tropická deprese. Vzhledem k vlivu systému počasí nad Kalifornském poloostrově se hurikán obrátil na sever. Bouře pomalu sílila  a 14. září se z ní stal hurikán.
Uvnitř bouří se začalo tvořit oko a o šest hodin později hurikán dosáhl svého vrcholu a poté se přesunul na severozápad. 15. září hurikán proletěl jen kousek západně od Cabo San Lucas a tentýž den způsobil sesuv ve státě Sinaloa. Ismael rychle ztrácel na síle a o den později, 16. září se rozptýlil, jeho pozůstatky dále pokračovaly na sever a pronikly až do Spojených států.

## Přípravy a dopad

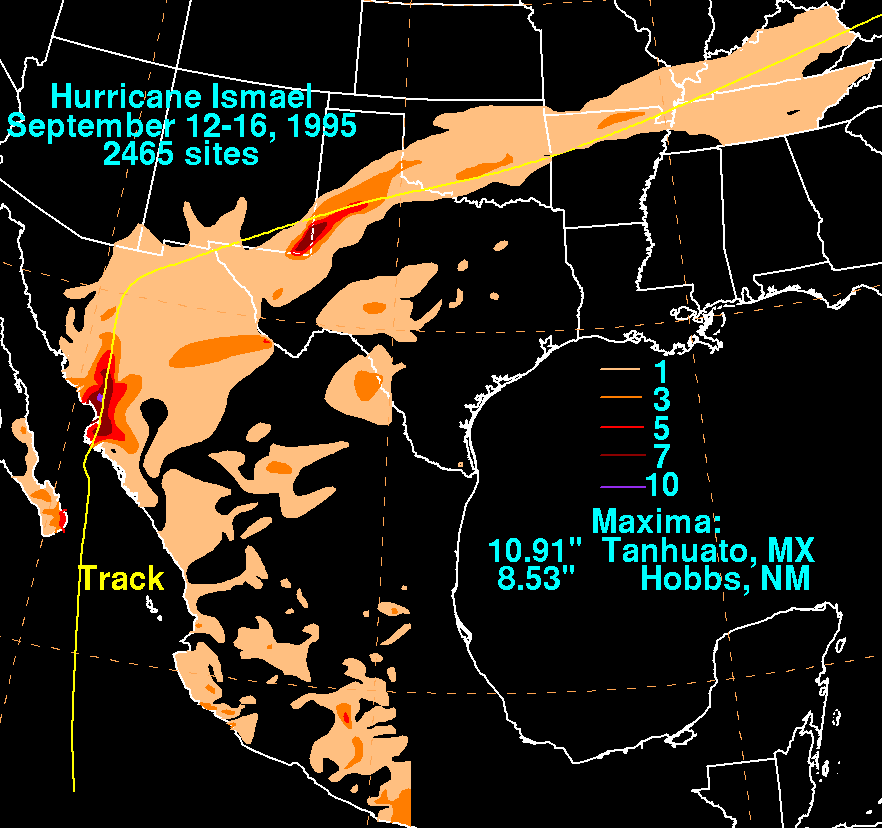
Srážková mapa Ismaela

První předpovědi počasí předpokládaly, že hurikán se na pevninu nedostane, ale později muselo být rozhodnutí změněno. Mexická vláda vydala protihurikánové varování pro město Monzanilo ve státě Colima a Cabo Corrientes. Varování se později rozšířilo i na město Los Mochis ve státě Sinaloa. Před bouří se muselo evakuovat 1572 lidí.
Mnozí rybáři na hurikán připraveni nebyli a vyrazili na moře. Proto hurikán poškodil 52 lodí z nichž 20 se potopilo a zabil 57 rybářů. Některá těla moře vyplavilo až na pobřeží. Po přeživších a mrtvých pátralo válečné loďstvo, živých našlo 150.
Bouře shodila 197 mm a ve státě Sinaloa způsobila ve čtyřech obcích záplavy. V jedné oblasti hurikán zničil 373 domů a poškodil 4 790 dalších. Ismael odřízl od pitné vody 177 domů a způsobil mnoho výpadků proudu. Hurikán pokračoval dál na sever a doprovázely ho silné deště. Nejsilnější povodně byly hlášeny v Huatabampo. Ve státě sonora vítr zničil 4 728 domů a střechu shodil 6 827 domů. Ismael také zničil 107 škol. Zničil 165 km silnic a poškodil 215 km² polí.
Po Ismaelově rozptýlení pokračovaly jeho pozůstatky do Arizony a Nového Mexika. Vichřice také způsobila silné deště i na hranicích Nového Mexika a Texasu. Deště zatopily mnoho cest a budov, některé silnice byly poškozené natolik, že musely být uzavřeny. V texaském městě Lubbock srážky způsobily přívalové deště, takže se uzavřelo velmi mnoho silnic.